# Fabryka Łożysk Tocznych Kraśnik
Fabryka Łożysk Tocznych Kraśnik Spółka Akcyjna – przedsiębiorstwo mające swoją siedzibę w Kraśniku.
Głównym asortymentem produkowanym w zakładzie są łożyska toczne i ich elementy (wyroby i półfabrykaty po kuciu i prasowaniu). Ponadto w FŁT-Kraśnik S.A. produkowane są wrzeciona szlifierskie, łożyskowe zestawy naprawcze, oprzyrządowanie i narzędzia różne oraz maszyny, urządzenia, podzespoły obrabiarek wraz z dokumentacją projektowo-konstrukcyjną.

## Historia
Przedsiębiorstwo powstało w 1938 roku jako Fabryka Amunicji Nr 2, budowana w ramach Centralnego Okręgu Przemysłowego. Lokalizacja budowy obejmowała kompleks leśny między miastem Kraśnik a Urzędowem, łącznie ponad 676 ha. Równolegle z budową zakładu, kompletowano załogę i rozpoczęto budowę osiedla dla około 6 tysięcy mieszkańców. Osiedle przyjęło nazwę Dąbrowa Bór. Do wybuchu wojny powstało w różnym stopniu zaawansowania 39 budynków mieszkalnych i 6 ogólnej użyteczności (m.in. szkoła, szpital, dom kultury – kino).
Profil produkcyjny fabryki obejmował wyrób artyleryjskiej amunicji kalibrów od 37 do 155 mm. Do wybuchu wojny rozpoczęto jedynie produkcję zapalników.
Kadrę techniczną i kwalifikowanych warsztatowców stanowili pracownicy z zakładów w Radomiu, Skarżysku i Warszawie, natomiast na robotników przyuczano okoliczną młodzież.
Pierwszym dyrektorem naczelnym Fabryki Amunicji Nr 2 był inż. Gutkowski, technicznym – inż. Gokieli.

### II wojna światowa
W wyniku wybuchu II wojny światowej przerwano prace budowlane w fabryce i osiedlu mieszkaniowym. 2 września 1939 roku lotnictwo niemieckie zbombardowało tory kolejowe uszkadzając też kilka hal produkcyjnych. Okupacja Dąbrowy Boru rozpoczęła się 15 września 1939 roku, zakład przejęły wojska niemieckie, a przybyła wraz z nimi grupa specjalna objęła administrację zakładu. Przedtem udało się zorganizować 4 transporty ewakuacyjne z maszynami i urządzeniami, które ekspediowano w kierunku Krzemieńca.
Podczas okupacji co cenniejsze maszyny wywieziono z zakładu do Rzeszy. Pozostałe zgromadzono w jednej hali, uruchamiając z czasem warsztat remontowy dla pojazdów wojskowych oraz produkcję części do samolotów typu Heinkel. Kilka hal przeznaczono na magazyny zboża kontyngentowego i magazyn żywnościowy. Część terenu obejmującego zakład i pobliskie osiedle odgrywała rolę obozu koncentracyjnego, będącego swego rodzaju filią obozu na Majdanku. Wyzwolenie Dąbrowy Boru nastąpiło 27 lipca 1944 roku.

### Pierwsze polskie łożyska
Datą narodzin polskiego przemysłu łożyskowego jest 15 września 1948 roku. Na mocy decyzji centralnych władz państwowych, w ramach wielkiego procesu uprzemysłowienia kraju, na miejscu dawnej fabryki COP-u wzniesiono Kraśnicką Fabrykę Wyrobów Metalowych, pierwszą w historii polskiego przemysłu wytwórnię łożysk. Jednocześnie budowano miasto, by zapewnić mieszkania napływającym pracownikom i ich rodzinom. 5 lat później miasto otrzymało nazwę – Kraśnik Fabryczny. 1 maja 1949 roku wyprodukowano pierwszą partię 1000 łożysk kulkowych typu 6204. Odtąd też datuje się nieprzerwany, dynamiczny rozwój produkcji łożysk tocznych. Szybko rosnące w owym czasie zapotrzebowanie na łożyska w kraju i możliwości ich zbytu na rynkach zagranicznych sprzyjały dalszemu rozwojowi przemysłu łożyskowego w Polsce.

## Ważniejsze wydarzenia
Dnia 8 października 1967 roku uroczyście otwarto nowoczesny Wydział Łożysk Wielkogabarytowych (W-18).
Dnia 10 grudnia 1969 roku fabryka weszła w skład, utworzonego zarządzeniem nr 94/org/69 Ministra Przemysłu Maszynowego, Kombinatu Przemysłu Łożysk Tocznych „Prema-FŁT” z siedzibą w Kielcach. 27 listopada 1972 roku kombinat zmienił nazwę na Kombinat Przemysłu Łożysk Tocznych „Predom-FŁT”. 5 listopada 1975 roku kombinat został rozwiązany a fabryka stała się znów samodzielnym zakładem.
W latach 1977–1981 do podstawowych przedsięwzięć FŁT Kraśnik należała budowa Centralnej Kulkowni. 16 osobowa grupa pracowników fabryki wyjechała do japońskiej firmy AKS w Osace w celach szkoleniowo-badawczych. Zdobyta tam wiedza wkrótce została spożytkowana w uruchomionej przez japońskich specjalistów z AKS produkcji kulek. 2 sierpnia 1982 roku nastąpiło uroczyste otwarcie Zakładu Produkcji Kulek (Z-6), w którym udział wzięli ambasador Japonii w Polsce oraz prezes firmy NSK-AKS (Amatsuji Steel Ball Mfg), Busuke Mori.
W 1986 roku, za pośrednictwem CHZ „Metalexport” nabyto licencję od zachodnioniemieckiej firmy INA i uruchomiono Wydział Produkcji Łożysk Igiełkowych (P-1).
2 stycznia 1995 roku – to początek dalszych przeobrażeń administracyjno-organizacyjnych Fabryki Łożysk Tocznych, która z przedsiębiorstwa państwowego przekształcona zostaje w spółkę akcyjną.
Wydzielanie spółek z przedsiębiorstwa umożliwiło wydajniejsze i efektywniejsze zarządzanie przedsiębiorstwem. Ciągła modernizacja parku maszynowego i doskonalenie organizacji pracy, umożliwiło znaczny wzrost wydajności i produktywności. Obecnie 2700 pracowników FŁT-Kraśnik S.A. produkuje w ciągu roku taką samą ilość łożysk co 8500 w latach 80. XX wieku
Wdrożenie Systemu Sterowania Jakością według normy ISO/TS 16949, oraz systematyczne podnoszenie jakości produkowanych łożysk umożliwiło pozyskanie renomowanych światowych odbiorców i zwiększenie ilości łożysk dostarczanych do pierwszego montażu. Wyroby FŁT-Kraśnik S.A. znalazły nabywców w prawie wszystkich krajach europejskich, w Ameryce Północnej i Południowej oraz w Azji i w Afryce.
12 sierpnia 2002 roku FŁT-Kraśnik S.A. sprzedaje wyodrębnioną spółkę Zakład Elementów Tocznych – Kraśnik Sp z o.o. – zajmującą się produkcją elementów tocznych i łożysk igiełkowych japońsko-amerykańskiemu koncernowi Tsubaki-Hoover (obecnie Tsubaki Nakashima).
8 grudnia 2005 roku Elektrociepłownia FŁT Sp. z o.o. produkująca energię cieplną i elektryczną na potrzeby fabryki oraz miasta zostaje sprzedana firmie Praterm.
W 2005 roku firma wdraża Zintegrowany System Zarządzania obejmujący oprócz skutecznie funkcjonującego systemu jakości (certyfikaty ISO/TS 16949 i ISO 9001) również systemy zarządzania środowiskiem (certyfikat ISO 14001) oraz system zarządzania bezpieczeństwem i higieną pracy (certyfikaty OHSAS 18001, PN-N 18001).
W roku 2013 FŁT została przejęta przez ZXY Luxembourg Investment S.a.r.l. z siedzibą w Luksemburgu, firma wchodząca w skład Tri-Ring Group Corporation of China.
Z dniem 1 stycznia 2015 roku został wprowadzony nowy znak firmowy oraz oznaczenie produkowanych łożysk PBF (Polish Bearing Factory) w miejsce KFŁT oraz FŁT-1.